# 8. divertimento (Mozart)
A B-dúr divertimento, No. 8, K 270 Wolfgang Amadeus Mozart műve.
Az előző divertimentóhoz hasonlóan ez a mű is fúvós szextettre (2 oboa, 2 kürt, 2 fagott) készült Salzburgban, 1777 januárjában.

## Tételei
1. Allegro molto
2. Andantino
3. Menuetto. Moderato
4. Presto

## Jellemzői
Az előző darabhoz hasonlóan ez is „asztali muzsika”. Az érseki udvar étkezésein szólaltak meg e műfajba tartozó zenék. Ebben a művében azonban már szilárd formai rendet alakított ki Mozart: a szimfóniák és vonósnégyesek törvényerőre emelkedett klasszikus formai rendjét. A rendkívüli műgonddal és vonzó leleménnyel komponált divertimento valamennyi tétele egy-egy remekmű. Záró rondójának témáját Mozart később a Figaro házassága levélduettjében is felhasználta.